# Москвичёв, Виктор Александрович
Виктор Александрович Москвичёв (14 марта 1922, Нижегородская область — 2 февраля 1997, Нижний Новгород) — капитан Советской Армии, участник Великой Отечественной войны, Герой Советского Союза (1946).

## Биография
Виктор Москвичёв родился 14 марта 1922 года в деревне Досадино (ныне — Вадский район Нижегородской области). После окончания семи классов школы проживал и работал в Горьком, занимался в аэроклубе. В 1940 году Москвичёв был призван на службу в Рабоче-крестьянскую Красную Армию. В 1941 году он окончил Энгельсскую военную авиационную школу пилотов, в 1943 году — Краснодарское объединённое военное авиационное училище. С того же года — на фронтах Великой Отечественной войны. Во время тренировочного полёта Москвичёв столкнулся с другим самолётом, в результате чего погибли два лётчика. Военный трибунал приговорил его к 10 годам исправительно-трудовых лагерей, однако заменил их направлением в штрафное подразделение. После ранения в апреле 1944 года вернулся в авиацию.
К марту 1945 года лейтенант Виктор Москвичёв был старшим лётчиком 825-го штурмового авиаполка 225-й штурмовой авиадивизии 15-й воздушной армии Ленинградского фронта. К тому времени он совершил 115 боевых вылетов на воздушную разведку и бомбардировку скоплений боевой техники и живой силы противника, его важных объектов, нанеся ему большие потери.
Указом Президиума Верховного Совета СССР от 15 мая 1946 года за «успешно выполненные 115 боевых вылетов на штурмовике Ил-2 и проявленные при этом отвагу и мужество» лейтенант Виктор Москвичёв был удостоен высокого звания Героя Советского Союза с вручением ордена Ленина и медали «Золотая Звезда» за номером 9081.
После окончания войны Москвичёв продолжил службу в Советской Армии. В 1956 году в звании капитана он был уволен в запас. Проживал и работал в Нижнем Новгороде. Умер 2 февраля 1997 года, похоронен на Красном кладбище Нижнего Новгорода (13 уч.).
Был также награждён двумя орденами Красного Знамени, орденами Отечественной войны 1-й и 2-й степеней, двумя орденами Красной Звезды, рядом медалей.